# Tamotsu Yatō
Tamotsu Yato (矢頭 保, Yatō Tamotsu, 1928 (?) - 20 mai 1973) est un photographe japonais et acteur occasionnel, pionnier de la photographie homoérotique japonaise et créateur d'images iconiques en noir et blanc de l'homme japonais. Il est ami et collaborateur de l'écrivain Yukio Mishima et du critique cinématographique Donald Richie, ainsi que partenaire amoureux de Meredith Weatherby, éditeur américain expatrié et traducteur des œuvres de Mishima en anglais.
Même si le travail de Yato ne touche qu'un public restreint, il a atteint un véritable culte et est reconnu comme une influence majeure par un certain nombre d'artistes travaillant avec l'érotisme masculin. Ainsi, Sadao Hasegawa remarque dans ses Paradise Visions : « Tamotsu Yato atteint la célébrité en créant « Otoko », un album d'images, il a photographié Yukio Mishima nu. Ses sujets : des hommes traditionnels de la campagne, peu sophistiqués et musculeux, ont pour la plupart disparu aujourd'hui. « Otoko » est précieux parce qu'il donne à voir ces corps longs aux jambes robustes, aux cheveux en chignon, des hommes à la mâchoire carrée. Adieu hommes de Nippon! ».

## Albums de Tamotsu Yato
- Taidō: Nihon no bodibirudā-tachi (体道：日本のボディビルダーたち?). Tokyo : Weatherhill, 1966; version en anglais : Young Samurai: Bodybuilders of Japan, New York: Grove Press, 1967. Avec une introduction de Yukio Mishima.
- Hadaka matsuri (裸祭り?). Tokyo : Bijutsu Shuppansha, 1969; version en anglais : Naked festival: A Photo-Essay, New York/Tokyo: John Weatherhill, 1968. Avec une introduction de Yukio Mishima et des essais de Tatsuo Hagiwara, Mutsuro Takahashi et Kozo Yamaji. Traduit et adapté pour les lecteurs occidentaux par Meredith Weatherby et Sachiko Teshima.
- Otoko: Photo-Studies of the Young Japanese Male, Los Angeles: Rho-Delta Press, 1972. Dédié à la mémoire de Yukio Mishima.